# Kotakari (ö i Norra Österbotten, Uleåborg, lat 64,94, long 25,22)
Kotakari är en ö i Finland. Den ligger i Bottenviken och i kommunen Uleåborg i den ekonomiska regionen  Uleåborgs ekonomiska region i landskapet Norra Österbotten, i den norra delen av landet. Ön ligger omkring 14 kilometer sydväst om Uleåborg och omkring 530 kilometer norr om Helsingfors.
Öns area är 6,7 hektar och dess största längd är 420 meter i sydöst-nordvästlig riktning.